# Hydrokyanace
Hydrokyanace je reakce, při které se na molekulu substrátu naaduje vodíkový kation (H+) a kyanidový anion (CN−). Substrátem je nejčastěji alken, v takovém případě vzniká nitril. Pokud je CN− ligandem v komplexu přechodného kovu, tak se v důsledku své zásaditosti obtížně odděluje a spíše dochází k hydrokyanační reakci. Protože je kyanidový anion dobrým donorem vazby sigma a zároveň dobrým akceptorem vazby pí, tak jeho přítomnost urychluje substituce ligandů do polohy trans oproti samotnému iontu. Důležitou součástí každé hydrokyanační reakce je oxidační adice kyanovodíku na komplexy kovů s nízkým oxidačním číslem. Při hydrokyanaci nenasycených karbonylových sloučenin společně s adicí na alken probíhá také adice na karbonylovou skupinu.

## Stechiometrie a mechanismus
V průmyslu se provádí hydrokyanace alkenů katalyzovaná komplexy niklu a fosfitů. Obecná rovnice reakce vypadá takto:
RCH=CH2 + HCN → RCH2-CH2-CN
Na začátku dojde k oxidační adici HCN na nikl za vzniku hydridonikelnatého komplexu (Ni(H)(CN)L2). Následně se naváže alken a vytvoří se meziprodukt Ni(H)(CN)L(alken), který se poté přemění na alkylnikelnatý kyanid Ni(R)(CN)L2, z něhož se redukční eliminací oddělí nitril.
Pomocí Lewisových kyselin, jako například B(C6H5)3, lze reakci urychlit i umožnit její provedení při nižších teplotách. Rychlost reakce je rovněž větší, pokud je na fosfit navázána skupina odtahující elektrony (například NO2, CF3, CN, C(=O)OR, C(=O)R), protože se tím stabilizuje komplex niklu.

### Deaktivace katalyzátoru
Tvorba dikyanonikelnatých sloučenin vede k deaktivaci katalyzátoru, protože tyto látky s alkeny nereagují. Dikyanidy se mohou vytvořit dvěma způsoby (L = fosfit):
Ni(H)(CN)L2 + HCN → Ni(CN)2L2 + H2
Ni(R)(CN)L2 + HCN → Ni(CN)2L2 + RH

### Asymetrická hydrokyanace
Většina alkenů patří mezi prochirální sloučeniny, takže jejich hydrokyanací vznikají chirální nitrily. Obvyklé katalyzátory, jako je Ni(P(OR)3)4, katalyzují tvorbu racemických směsí. Pokud je ovšem použitý ligand chirální, tak může být reakce značně enantioselektivní. Nejčastějšími ligandy při asymetrické hydrokyanaci jsou chelatující komplexy aryldifosfinů.

### Transhydrokyanace
Při transhydrokyanaci se molekula HCN přesune z kyanhydrinu, například acetonkyanhydrinu, na jiný akceptor HCN. Tento přesun se iniciuje zásadami. Reakce se provádí za přítomnosti dobrého akceptoru HCN, například aldehydu.

## Využití
Nitrily vyrobené hydrokyanací se používají jako meziprodukty při výrobě amidů, aminů, karboxylových kyselin a esterů. Nejvýznamnější hydrokyanací je niklem katalyzovaná výroba adiponitrilu (NC–(CH2)4–CN) z buta-1,3-dienu (CH2=CH–CH=CH2). Z adiponitrilu se dále vyrábí hexamethylendiamin (H2N–(CH2)6–NH2), používaný na výrobu některých polyamidů.
Tato výroba se skládá ze tří částí: v první dochází k hydroformylaci butadienu za vzniku 2-methylbuten-3-nitrilu (2M3BM) an penten-3-nitrilu (3PN), v druhém k izomerizaci 2M3BM na 3PN a ve třetím za přítomnosti Lewisovy kyseliny, jako například chloridu hlinitého nebo trifenylboranu, k opětovné hydrokyanaci za tvorby adiponitrilu.

### Využití asymetrické hydrokyanace
Nesteroidní antiflogistikum naproxen se vyrábí asymetrickou hydrokyanací vinylnaftalenu za přítomnosti fosfinového (OPR2) ligandu. Enantioselektivita je zde důležitá, protože pouze S-enantiomer se dá použít jako léčivo, zatímco R-enantiomer má silné vedlejší účinky. Uvedeným postupem vzniká S-enantiomer s více než 90% selektivitou. Z takovéhoto produktu lze rekrystalizací získat enantiomerně čisté léčivo.